# フェルキッシュ
フェルキッシュ（独: völkisch）は、フォルク(独: Volk）からの派生語として重要な語である。フェルキッシュは19世紀末から第二次世界大戦終了時までドイツにおいて普通に使われ、当時の出版物と政治において大きな役割を果たした。20世紀の中頃からこの表現は殆ど使われなくなった（独和辞典では古語として扱われている）。しかしながら、現代のドイツにおいてこの語に合致した運動や政党が2013年‐2014年頃から勃興し、フェルキッシュという語を使った解説記事が増えている。
フェルキッシュという語は現代において人種主義 (レイシズム)という概念に移し替えられたり、反セム主義の一種であると記述されることもある。ドイツ語圏においてフェルキッシュ運動、フェルキッシュ・ナショナリズムという用語も使われている。フェルキッシュは「民族の、国家主義的」と訳される場合もあるが、近代ドイツの歴史と密接につながっているため、英語のナショナリズム (nationalsm) ともエスノセントリズム (ethnocentrism) とも異なる意味を含んでいる。

## フェルキッシュという語の成立史
「民族的」と訳される場合もある形容詞フェルキッシュ（独: Völkisch）は「民族、国民、民衆」と訳される同系の名詞フォルク (独: Volk）の派生語である。20世紀中頃から、フェルキッシュは古めかしい表現になり、ドイツ本国においても稀にしか使われなかった（古語）。
派生元の語フォルクにおいて歴史的に広い意味を持つ二三の用例が現れていた。社会的に定義された人間集団に関する名称としての軍人 (Kriegsvolk)、民族的集合体としての国民（「我々は一つの民族だ (Wir sind ein Volk)」‐東独崩壊時のライプツィヒ月曜デモのスローガン）として登場している。フォルクは19世紀のドイツにおいて、愛国者フリードリヒ・ルートヴィヒ・ヤーン、愛国詩人エルンスト・アルント、哲学者ヨハン・ゴットリープ・フィヒテに見られるようにフランス革命の反応として使われた。1811年において形容詞フェルキッシュはドイツ人として訳されるドイチュ（独: deutsch）に関する注釈として用いられていた。1875年に愛国的著作家ヘルマン・フォン・プフィスターは「国民の」と訳されるラテン語に由来するナツィオナール（独:  national）をドイツ語化した表現としてフェルキッシュを用いた
Völkischの接尾辞 -isch は低く見なす意味を示すドイツ語の構成要素である。接尾辞でも -lich はそのような意味を持たない（参照：kindisch 子供っぽい、幼稚な– kindlich 子供の、あどけない、天真爛漫な）。

## ドイツ帝国時代(1871年1月18日から1918年11月9日)
ドイツ帝国成立以降、フェルキッシュという語はメディアにおいて、政治的にも、諸学問において使われたが、日常的に使用される場合においても、その意味は限定されていた。フェルキッシュの使用頻度は増していた。1875年に既に愛国的著作家ヘルマン・フォン・プフィスター (1836–1916) はドイツ語浄化と外来文化侵食を防ぐために用いる語としてラテン語に由来するナツィオナール (独: national) ではなく、フェルキッシュを第1候補として提案していた。
フェルキッシュという語の概念内容の縮小、あるいは再定義は19世紀末以降にドイツ語圏で増大したナショナリズム（国家主義）の担い手に由来している。当時の国家主義の支持層として保守主義メディアと全ドイツ連盟および保守政党も挙げられる。1880年代において猛烈な反セム主義（人種主義的反ユダヤ主義）キャンペーンが行われたため、1880年以降、ドイツ語圏において人種差別的反セム主義が急進化し、こうして反セム主義と人種主義的傾向が「融合」し始めたのであった。
反セム主義的な全ドイツ連盟は汎ゲルマン主義‐フェルキッシュ的ナショナリズム（国家主義）を宣伝し、広めることに成功した。さらに、均質で、国家主義的、政治的で人種的に統一された民族共同体の創設が彼らの目標になり、先祖から代々受け継いで血族共同体としての民族が考えられた。ここで拡散されていた反セム主義とナショナリズム（国家主義）がフェルキッシュという語で結合したのである。ユダヤ人および他民族、別な人種として定義された少数民族は、ドイツ語圏におけるフェルキッシュ共同体には入れず、外れてしまうのである。
狭く限定されていたフェルキッシュという語の意味（フォルクの派生語）とは別な要素が19世紀において登場した。民族的‐人種的集団による生存競争という社会ダーウィニズムのコンセプトである。ドイツ語圏において社会ダーヴィニズムから影響を受けた部分はフェルキシュ運動集団にとって都合の良いものに改変されており、その用例を詳しく検証するとその改変は明白である。フェルキッシュという語を支持する者たちの精力的な普及啓蒙活動によって、この語がドイツ語圏に広まり定着した。その結果、フェルキッシュという語にあった派生語としてのマイナスイメージは消滅していった。
フェルキッシュという語は近代ドイツ史という特異な環境の中で成立している。そのため、フェルキッシュなる語は同じ歴史を持たない国の言語、英語に翻訳することは困難かつ不可能である。

## ヴァイマル共和政期
フェルキッシュという語にあったフォルクの派生語としての意味内容は社会ダーウィニズムの影響を受けた人種理論の影響を受け、そこに一体化した。まず第1に、人種理論に合わさった政治と世界観と一緒になった結果、フェルキッシュ本来の意味が失われた。ドイツで刊行された『1926-1932シュタート事典 (Staatslexikon)』においてフェルキッシュは採用された。ユダヤ教とナショナリズム（国家主義）は両立し得ない存在であり、どんな場合においても国家社会主義的‐フェルキッシュ的国家概念にユダヤ人が入ることはなく、さらにゴビノーの人種イデオロギーの影響下にある民族主義では文化的要素よりも人種的に民族が理解され用いられた。遅くとも1920年代の終わりには、フェルキッシュという語はこのような理解で定着しており、多種多様なナショナリスト（国家主義者）の集団を束ねるイデオロギー的概念であった。とりわけ反セム主義と人種主義を合致させることを可能にしたのがフェルキッシュなる語であった。
フェルキッシュ関する新しい概念史は国家社会主義の前史の一部分に入っている。国家社会主義ドイツ労働者党（NSDAP－ナチス）はワイマール共和制時代にすでにフェルキッシュ運動内で有力団体として存在していたからである。フェルキッシュ運動の大勢の関係者の関与によって、ナチスは最強のフェルキッシュ勢力として形成されたのである。国家社会主義においてイデオロギー的コンセプトは本質的な意味で新しさが見つけ出されることなく、暴力の実行に移り変わった。

## 国家社会主義時代
ナチス政権時代において、1933年からフェルキッシュ、もしくはドイツ・フェルキッシュという語はしばしば国家社会主義と同義語として使われた。この語は政権側で頻繁に使用されるボキャブラリーに入っていた（ナチスの言語も参照）。
フェルキッシュとは別の人種差別的メルクマールを欧州におけるファシズム陣営は作り出した。フェルキッシュ概念に、同じイデオロギーに根拠づけられたフレムトフェルキッシュ（異民族）(独：fremdvölkisch） という語が対置することになった。それゆえ、異民族によって構成される住民集団はドイツ民族共同体にとって危険な存在と見なされ、居住地域を分けることが語られた。なるほど、フレムトフェルキッシュ（異民族）は労働力の一部として必要な存在とされたが、法的権利や保護は縮小されるか、認められない扱いを受けるとされた。
フレムトフェルキッシュ（異民族）という語の造語に関して、ナチス政権関係者による関与は大きくはない。ナチス政権成立の1933年より前において、人種学（優生学）者ハンス・ギュンターが ドイツ民族の人種学という学問分野においてこの専門用語を用いていた。さらに、19世紀に結成された全ドイツ連盟という汎ゲルマン主義組織の指導者ハインリヒ・クラースも1912年においてフレムトフェルキッシュ（異民族）外国人をドイツの労働力として用いることに賛成していた。

## 現代ドイツでの使用例
今日のドイツで、フェルキッシュという語は再定義をせずにそのまま使われることはない。歴史書において当時の状況を説明する場合、ドイツにおける新右派寄り雑誌「ユンゲ・フライハイト」やドイツ国家民主党 (NPD)のような政治組織による出版物において、この語は使われている。2013年に結成された反ユーロを掲げる新党ドイツのための選択肢の特徴を説明する時に、フェルキッシュという語が使われている。
2016年になって、 ドイツのための選択肢(AfD)党首フラウケ・ペトリーはこのフェルキッシュ概念を再び肯定的に使うことが必要になってきていると表明した。さらに、フェルキッシュを人種主義的と見なす否定的見解はお粗末な短絡的思考であり、フェルキッシュなる語は民族に関する特質を示しているに過ぎないとも語った。多数のメディアがドイツの辞書Duden (ドゥーデン）のフェルキッシュに関する説明に則ってペトリーの発言に対して批判的論評をおこなった。辞書のドゥーデンはフェルキッシュを国家社会主義の用語と同様なものであるとし、国家社会主義の人種主義的イデオロギーに基づく言葉であると見なしている。